# Muscopteryx hilaris
Muscopteryx hilaris är en tvåvingeart som beskrevs av Henry J. Reinhard 1944. Muscopteryx hilaris ingår i släktet Muscopteryx och familjen parasitflugor. Inga underarter finns listade i Catalogue of Life.